# Casa-grande

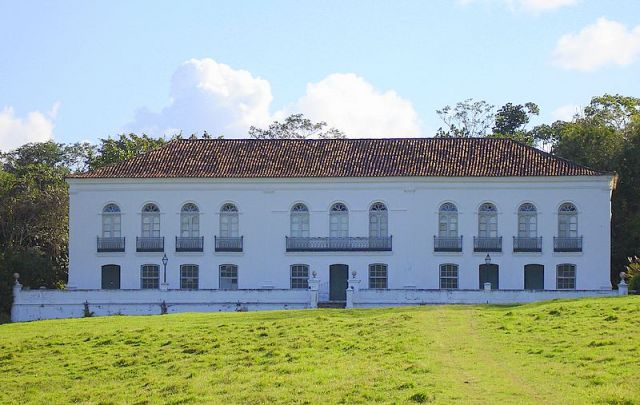
Casa-grande do Engenho Moreno, na área metropolitana do Recife, em Pernambuco, Brasil.

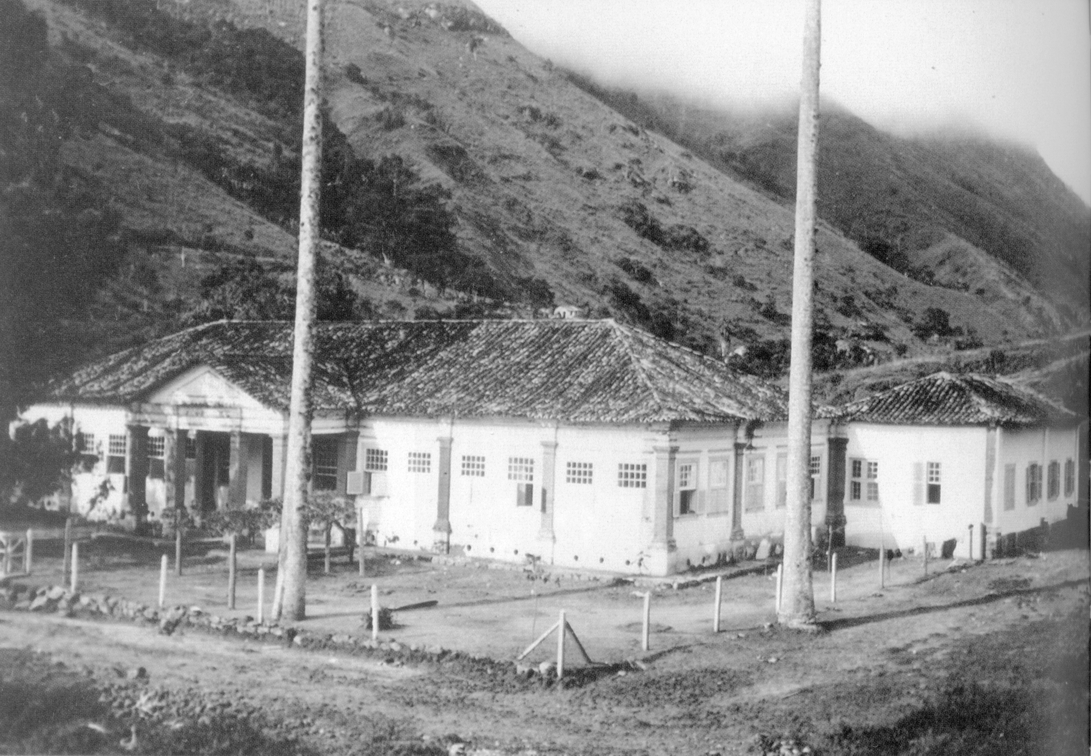
Casa-grande da Fazenda Piedade, em Paty do Alferes, no Rio de Janeiro, Brasil.

Casa-grande era a casa da família do proprietário das grandes propriedades rurais do Brasil colonial e imperial. Inicialmente, o termo não era utilizado para designar toda a residência — chamadas casas de morada ou casas de vivenda — , mas apenas a principal varanda da casa, tendo, por catacrese, passado a denominar toda ela. Além disso, tal nome é utilizado ainda para designar o centro da forma de vida patriarcal do sistema colonial no Brasil, pois todos estavam ligados a ela: a senzala funcionava como um complemento político, econômico e social.

## História
No início da colonização portuguesa no Brasil, ficavam muito próximas dos engenhos, das senzalas, das casas de farinha e das demais construções, por medida de segurança contra ataques indígenas. Só mais tarde, no século XIX, se tornariam maiores e mais luxuosas. Esse aspecto militar é perdido ao longo dos séculos XVII e XVIII, mas a proximidade entre as construções é mantida, o que teria diferenciado a colonização brasileira, pois a própria arquitetura aproximava os ricos e pobres.
Eram, geralmente, construídas com paredes de taipa, pedra, cal, teto de palha, sapê ou telhas, piso de terra batida ou assoalho e poucas portas e janelas, mas muitas varandas e alpendres. Durante a maior parte do período colonial, o mobiliário utilizado era pouca: redes e colchões para dormir, tamboretes para sentar. Os utensílios da cozinha incluíam cerâmica indígena, poucos talheres e alguns objetos de estanho, prata e vidro. Preferia-se demonstrar a riqueza através do número de escravos ou das vestimentas. Apenas no final do século XVIII e ao longo do século XIX, com a vinda da corte portuguesa para o Brasil, passou-se a despender mais recursos com ornatos e objetos.

## Citação na literatura
Estudando a sociedade colonial, Gilberto Freyre nomeou um livro seu de Casa-Grande & Senzala, publicado em 1933 após exaustiva pesquisa em arquivos nacionais e estrangeiros.